# Qui e ora. Lettere 2008-2011
Qui e ora. Lettere 2008-2011 (Here and Now: Letters, 2008-2011, 2013) è una raccolta di lettere di Paul Auster e J. M. Coetzee. La traduzione italiana, a cura di Massimo Bocchiola e Maria Baiocchi, è uscita nel 2014 presso Einaudi, Torino.
I due scrittori si sono incontrati nel febbraio 2008 e hanno cominciato a scambiarsi lettere. Gli argomenti vanno dallo sport ai romanzi, dai critici al cinema, dall'amore alla famiglia, da diventare vecchi alla città di New York, da viaggiare ai funamboli, dalla storia degli Stati Uniti e del Sudafrica ai conflitti arabo-israeliani, nominando autori quali Kafka, Beckett, Freud, Nietzsche e Shakespeare.

## Edizioni italiane
- Paul Auster e J. M. Coetzee, Qui e ora. Lettere 2008-2011, traduzione di Massimo Bocchiola e Maria Baiocchi, collana "Frontiere", Einaudi, 2014, ISBN 978-88-06-21460-9.